# Code Mixing
Unter Code-Mixing (manchmal auch Code-Blending) versteht man die Vermischung zweier oder mehrerer Sprachen oder Sprachvarietäten in der Sprachproduktion.
Einige Wissenschaftler verwenden die Begriffe „Code-Mixing“ und „Code-Switching“ synonym, insbesondere in Studien zur Syntax, Morphologie und anderen formalen Aspekten der Sprache. Andere gehen von spezifischeren Definitionen des Code-Mixings aus, aber diese spezifischen Definitionen können in verschiedenen Teilbereichen der Linguistik, Bildungstheorie, Kommunikation usw. unterschiedlich sein.
Code-Mixing ähnelt der Verwendung oder Erstellung von Pidgin-Sprachen. Während ein Pidgin jedoch in Gruppen erstellt wird, die keine gemeinsame Sprache sprechen, kann Code-Mixing in einem mehrsprachigen Umfeld auftreten, in dem die Sprecher mehr als eine Sprache sprechen.

## Als Code-Switching
Einige Linguisten verwenden die Begriffe Code-Mixing und Code-Switching mehr oder weniger synonym. Insbesondere in formalen Studien zu Syntax, Morphologie usw. werden beide Begriffe verwendet, um Äußerungen zu bezeichnen, die Elemente aus zwei oder mehr grammatikalischen Systemen verwenden. Diese Studien interessieren sich oft für die Ausrichtung von Elementen aus unterschiedlichen Systemen oder für Einschränkungen, die das Switching einschränken.
In einigen Arbeiten wird Code-Mixing als die Platzierung oder Mischung verschiedener linguistischer Einheiten (Affixe, Wörter, Phrasen, Klauseln) aus zwei verschiedenen grammatikalischen Systemen innerhalb desselben Satzes und Sprachkontexts definiert, während Code-Switching die Platzierung oder Mischung von Einheiten (Wörter, Phrasen, Sätze) aus zwei Codes innerhalb desselben Sprachkontexts ist. Der strukturelle Unterschied zwischen Code-Switching und Code-Mixing ist die Position der geänderten Elemente – beim Code-Switching erfolgt die Änderung der Codes intersententiell, während sie beim Code-Mixing intrasententiell erfolgt.
In anderen Arbeiten betont der Begriff Code-Switching die Bewegung eines mehrsprachigen Sprechers von einem grammatikalischen System zu einem anderen, während der Begriff Code-Mixing eine hybride Form suggeriert, die aus unterschiedlichen Grammatiken schöpft. Mit anderen Worten, Code-Mixing betont die formalen Aspekte von Sprachstrukturen oder sprachlicher Kompetenz, während Code-Switching die sprachliche Leistung betont.
Obwohl viele Linguisten daran gearbeitet haben, den Unterschied zwischen Code-Switching und der Entlehnung von Wörtern oder Phrasen zu beschreiben, kann der Begriff Code-Mixing verwendet werden, um beide Arten sprachlichen Verhaltens zu umfassen.

## In der Soziolinguistik
Während Linguisten, die sich hauptsächlich für die Struktur oder Form von Code-Mixing interessieren, relativ wenig Interesse daran haben, Code-Mixing von Code-Switching zu unterscheiden, haben sich einige Soziolinguisten große Mühe gegeben, die beiden Phänomene zu unterscheiden. Für diese Wissenschaftler ist Code-Switching mit bestimmten pragmatischen Effekten, Diskursfunktionen oder Assoziationen mit Gruppenidentität verbunden. In dieser Tradition werden die Begriffe Code-Mixing oder Sprachalternation verwendet, um stabilere Situationen zu beschreiben, in denen mehrere Sprachen ohne solche pragmatischen Effekte verwendet werden.

## Beim Spracherwerb
In Studien zum zweisprachigen Spracherwerb bezeichnet Code-Mixing eine Entwicklungsphase, in der Kinder Elemente aus mehr als einer Sprache mischen. Fast alle zweisprachigen Kinder durchlaufen eine Phase, in der sie ohne erkennbare Unterscheidung von einer Sprache zur anderen wechseln. Dies unterscheidet sich vom Code-Switching, das als sozial und grammatikalisch angemessene Verwendung mehrerer Varianten verstanden wird.
Bereits im Stadium des Plapperns produzieren kleine Kinder in zwei- oder mehrsprachigen Umgebungen Äußerungen, die Elemente beider (oder aller) ihrer sich entwickelnden Sprachen kombinieren. Einige Linguisten meinen, dass diese Codemischung einen Mangel an Kontrolle oder Fähigkeit zur Unterscheidung der Sprachen widerspiegelt. Andere argumentieren, dass sie ein Produkt des begrenzten Wortschatzes ist; sehr kleine Kinder kennen vielleicht ein Wort in einer Sprache, aber nicht in einer anderen. Neuere Studien argumentieren, dass diese frühe Codemischung ein Beweis für eine sich entwickelnde Fähigkeit zum Codewechsel auf sozial angemessene Weise ist.
Bei jungen zweisprachigen Kindern kann Code-Mixing vom sprachlichen Kontext, den Anforderungen der kognitiven Aufgabe und dem Gesprächspartner abhängen. Code-Mixing kann auch dazu dienen, Lücken in ihrem lexikalischen Wissen zu schließen. Einige Formen von Code-Mixing bei jungen Kindern können auf ein Risiko für Sprachbeeinträchtigungen hinweisen.

## In der Psychologie und Psycholinguistik
In der Psychologie und in Psycholinguistik wird die Bezeichnung Code-Mixing in Theorien verwendet, die sich auf Studien zum Sprachwechsel oder Code-Switching stützen, um die kognitiven Strukturen zu beschreiben, die der Zweisprachigkeit zugrunde liegen. In den 1950er und 1960er Jahren behandelten Psychologen und Linguisten zweisprachige Sprecher als, in Grosjeans Worten, „zwei Einsprachige in einer Person“. Diese „fraktionelle Sichtweise“ ging davon aus, dass ein zweisprachiger Sprecher zwei separate mentale Grammatiken in sich trug, die mehr oder weniger identisch mit den mentalen Grammatiken von Einsprachigen waren und die im Idealfall getrennt gehalten und getrennt verwendet wurden. Studien seit den 1970er Jahren haben jedoch gezeigt, dass Zweisprachige regelmäßig Elemente aus „getrennten“ Sprachen kombinieren. Diese Erkenntnisse führten zu Studien zum Code-Mixing in der Psychologie und Psycholinguistik.
Sridhar und Sridhar definieren Code-Mixing als „den Übergang von der Verwendung sprachlicher Einheiten (Wörter, Phrasen, Klauseln usw.) einer Sprache zur Verwendung von Einheiten einer anderen Sprache innerhalb eines einzigen Satzes“. Sie weisen darauf hin, dass sich dies vom Code-Switching dadurch unterscheidet, dass es in einem einzigen Satz vorkommt (manchmal auch als intrasententiales Switching bezeichnet) und nicht die pragmatischen oder diskursorientierten Funktionen erfüllt, die von Soziolinguisten beschrieben werden. Die Praxis des Code-Mixing, das auf der Kompetenz in zwei Sprachen gleichzeitig beruht, legt nahe, dass diese Kompetenzen nicht getrennt gespeichert oder verarbeitet werden. Code-Mixing unter Zweisprachigen wird daher untersucht, um die mentalen Strukturen zu erforschen, die den Sprachfähigkeiten zugrunde liegen.

## Als verschmolzener Sprachgebrauch
Eine Mischsprache oder ein verschmolzener Sprachgebrauch ist eine relativ stabile Mischung aus zwei oder mehr Sprachen. Was einige Linguisten als „Codeswitching als unmarkierte Wahl“ oder „häufiges Codeswitching“ beschrieben haben, wird neuerdings als „Sprachmischung“ oder im Fall der strengsten grammatikalisierten Formen als „verschmolzener Sprachgebrauch“ bezeichnet.
In Gegenden, in denen Code-Switching zwischen zwei oder mehr Sprachen sehr verbreitet ist, kann es normal werden, dass Wörter aus beiden Sprachen in der Alltagssprache gemeinsam verwendet werden. Anders als beim Code-Switching, wo ein Switch eher an semantischen oder soziolinguistischen bedeutsamen Stellen auftritt, hat diese Code-Mischung im lokalen Kontext keine spezifische Bedeutung. Ein verschmolzener Sprachgebrauch ist in Bezug auf Semantik und Pragmatik identisch mit einer Mischsprache, aber verschmolzene Sprachverwendungen erlauben weniger Variation, da sie vollständig grammatikalisiert sind. Mit anderen Worten, es gibt grammatische Strukturen des verschmolzenen Sprachgebrauchs, die bestimmen, welche ausgangssprachlichen Elemente vorkommen dürfen.
Eine Mischsprache ist nicht dasselbe wie eine Kreolsprache. Kreolsprachen entwickeln sich vermutlich aus Pidginsprachen, die dann heimisch werden. Mischsprachen entwickeln sich durch Code-Switching.

### Lokale Bezeichnungen
Es gibt viele Namen für bestimmte Mischsprachen oder verschmolzene Sprachen. Diese Namen werden oft scherzhaft verwendet oder haben eine abwertende Bedeutung. Zu den benannten Varietäten gehören unter anderem die folgenden:
- Denglisch
- Franglais
- Greeklish
- Hinglish
- Konglish
- Manglish
- Poglish
- Portuñol
- Singlish
- Spanglish
- Svorsk
- Taglish